# You Are Empty
You Are Empty es un videojuego de disparos en primera persona, ambientado en una Unión Soviética alternativa de posguerra. El juego empieza con el protagonista despertando en un hospital arruinado, dándose cuenta de que la población fue afectada por mutaciones y locura. Debe luchar para permanecer con vida y resolver el misterio.
En la E3 2006, los desarrolladores de You Are Empty ofrecieron a GameSpot una demostración privada del juego. GameSpot mostró interés en el physics engine, diciendo que podía "tener algunas consecuencias inesperadas".
You Are Empty fue lanzado en América del Norte el 16 de octubre de 2007.

## Sinopsis

### Ambientación
You Are Empty se desarrolla en 1955, en una Unión Soviética alternativa donde Iósif Stalin todavía sigue gobernando. En un intento por lograr la victoria global del comunismo, la Unión Soviética ha construido una enorme antena psíquica para emitir una señal modificadora de la realidad, diseñada para transformar a su población en superhumanos. Sin embargo, el experimento fracasa estrepitosamente y la mayoría de la población muere o se transforma en mutantes homicidas.
Los cortos cinemáticos del juego muestran el trasfondo de la historia, al narrar la biografía del científico responsable del desastre. Cuando era niño, el científico descubre que tiene poderes psíquicos, los cuales le permiten controlar a otros seres vivos. Cuando logra obtener un mecenazgo científico, él desarrolla planes para una enorme antena psíquica que podría amplificar su poder y transmitirlo a través del mundo, iniciando una Gran Transformación de la humanidad. El científico también cree que es un Hombre Nuevo, aunque no está directamente dicho en los cortos cinemáticos, se muestra de forma indirecta en estos porque en cada escena el científico debe controlar sus propios límites.

### Trama
En este juego, el protagonista es un suboficial del Ejército Rojo que es arrollado por un camión al volver de su trabajo. Algo sucede mientras está inconsciente y cuando se despierta en un hospital, descubre a varios mutantes homicidas y al mundo en ruinas. Se enfrenta a varios mutantes e investiga. Rara vez se encuentra con otros supervivientes y se encuentra con varios soldados del Ejército Rojo que lo atacarán y finamente lo llevarán ante su oficial, que le cuenta todo el trasfondo del desastre antes de suicidarse.
Gracias a la información del oficial llegará hasta la instalación de la enorme antena psíquica, donde se encontrará con el científico, que sabe cómo resolver el desastre y traer de vuelta la paz. Este le cuenta que tiene que utilizar la antena para retrocederlo en el tiempo antes de que ocurra el desastre y que lo mate antes que pueda entregarle los planos a Stalin. El suboficial decide viajar en el tiempo para salvar el mundo. El científico hace retroceder el tiempo y el suboficial lo mata con un disparo en la cabeza, para después ser golpeado hasta morir por los guardaespaldas.

## Jugabilidad
You Are Empty tiene el sistema estándar de un videojuego de disparos en primera persona. El jugador puede obtener una variedad de armas blancas y de fuego, las segundas principalmente basadas en armas de la década de 1950, como el fusil Mosin-Nagant o el subfusil PPSh-41. La única excepción al realismo es la gran pistola eléctrica, la última arma que obtiene el jugador. 

## Desarrollo y publicación
El juego está diseñado por Yaroslav Singaevskiy y desarrollado por las empresas rusas Mandel ArtPlains y Digital Spray Studios, y ha sido lanzado en Europa del Este por 1C Company y por Atari en el resto del mundo.

## Gráficos
You Are Empty no tiene ningún efecto de iluminación o de sombreado, basándose por completo en las texturas llanas de los gráficos del juego.
El juego presenta un problema con algunos de los últimos drivers para tarjetas NVIDIA (resultando en una corrupción de cuadrícula blanca del juego). Antes del lanzamiento del parche, los desarrolladores recomendaban instalar un driver Nvidia más antiguo que fue incluido en el juego.

## Recepción
Por lo general el juego recibió reseñas negativas por parte de los críticos. En el recopilatorio de reseñas GameRankings, el juego obtuvo un puntaje promedio de 40%, basado en 15 reseñas. En Metacritic, el juego obtuvo un puntaje promedio de 34 sobre 100, basado en 14 reseñas.
Brett Todd de GameSpot le dio al juego un puntaje de 1,5 sobre 10, diciendo "Es difícil imaginarse como alguien pudo hacer que la Unión Soviética de Stalin sea menos atractiva de lo en realidad fue, pero You Are Empty ciertamente lo logró". Todd describió el juego como una "atrocidad" y un "doloroso ejercicio en estupidez de shooter". Todd dijo que las traducciones en inglés de los textos en ruso eran "terribles", el juego tiene un ritmo lento, aburrido, los monstruos son "principalmente plagios de otros juegos" (mencionando a Doom, Painkiller, Serious Sam, Silent Hill y Redneck Rampage), y que las misiones están "centradas alrededor de cacerías de llaves y palancas". Todd dijo que "cierta música puede ser efectivamente aterradora". Todd puso fin a su reseña diciendo "el nihilista nombre del juego nunca es explicado. Ahora sigue con tu vida e intenta pretender que juegos como You Are Empty no existen".